# Darío Amaral
Darío Marcondes Amaral (San Paolo, 23 maggio 1932) è un ex schermidore brasiliano.

## Biografia
Ha partecipato ai Giochi della XV Olimpiade di Helsinki nel 1952 ed ai Giochi della XIX Olimpiade di Città del Messico nel 1968.

## Palmarès
In carriera ha conseguito i seguenti risultati:
- Giochi panamericani:

Winnipeg 1967: argento nella spada a squadre.
Cali 1971: argento nella spada a squadre.